# Lapča
Il Lapča (in russo Лапча?) è un fiume della Russia siberiana settentrionale, tributario del mare della Siberia orientale. Scorre nel distretto Allaichovskij ulus della Jacuzia.
Inizia a est del lago Urgjuer sotto il nome di Bargarach e scorre a sud-est, attraversando la cresta Tokur-Urdjuk. Al lago Byrdach-Kjuël' gira a sud, mantiene questa direzione fino al lago Kjuljumer, quindi si dirige a ovest. Dopo la confluenza del fiume Aččygyj-Lapča (uno dei suoi maggiori affluenti, lungo 56 km), scorre verso nord-ovest. Nel corso inferiore scorre attraverso diversi laghi. La lunghezza del fiume è di 204 km, l'area del bacino è di 3 710 km². Sfocia nella baia della Chroma del mare della Siberia orientale, formando un estuario. Il suo maggior affluente è il Tastach (lungo 86 km).
Come tutti i fiumi della zona, è ghiacciato in media dai primi di ottobre ai primi di giugno.